# Jeff Healey
Jeff Healey (nacido como Norman Jeffrey Healey; Toronto, Canadá; 25 de marzo de 1966-ibídem, 2 de marzo de 2008) fue un guitarrista y vocalista de jazz y blues-rock invidente. Alcanzó popularidad internacional, tanto personal como musical, entre la década de 1980 y la de 1990. A diferencia de otros guitarristas ciegos, Jeff tocaba a la perfección la guitarra, acostada sobre sus piernas.

## Primeros años de vida
Healey nació en Toronto, Ontario, siendo criado en el extremo oeste de la ciudad. Fue adoptado como un bebé; su padre adoptivo fue un bombero. Cuando tenía once meses de edad, Healey perdió su vista por retinoblastoma, un extraño cáncer de los ojos. Los ojos tenían que ser eliminados quirúrgicamente, y se le dio otros ojos sustitutos artificiales.

## Carrera musical
Después de haber obtenido su primera guitarra, comenzó a imitar a sus héroes del blues, tales como John Lee Hooker, Muddy Waters y Eric Clapton, y creó un estilo propio. Apoyado sobre su regazo, mientras que su mano derecha pulsaba las cuerdas, la izquierda recorría una y otra vez el mástil, casi al estilo de una pedal steel guitar. Hizo sus primeras presentaciones en público a los seis años de edad, y alternó bandas y estilos hasta formar su propio trío, once años después. Desde los catorce años seleccionaba música de su colección de casi 25 mil discos de pasta en la Canadian Broadcasting Corporation. Para Healey, la influencia del pop y el jazz de principios del siglo XX era algo esencial en su formación. 
A los 17 años fundó un grupo, Blue Direction, junto al bajista Jeremy Litller, el baterista Graydon Chapamn y el guitarrista Rob Quail, los cuales eran sus compañeros de estudio. En una de las visitas de Albert Collins a Toronto, se le abrieron las puertas del Albert Hall de la ciudad para tocar como su invitado, una experiencia que repitió cuando llegaron a la ciudad Stevie Ray Vaughan y B.B. King. 
Sus jams en la Taberna Grossman, en su ciudad, fueron la antesala del lanzamiento discográfico de su Jeff Healey Band, con su primer álbum See The Light, que fue editado en 1988 por Arista, con John Rockman y Tom Stephem, en bajo y batería respectivamente. El LP incluía una versión del clásico de ZZ Top "Blue Jeans Blues".
Después de eso participó en la película Road House (De profesión duro en español) en 1989, protagonizada por Patrick Swayze, en la cual compuso la banda sonora y actuó en las escenas musicales del pub donde transcurre el film.
Con Hell to Pay, de 1990, su éxito creció aún más. Mark Knopfler, Bobby Whitlock y George Harrison entre sus invitados, y una excelente versión de «While My Guitar Gently Weeps», de The Beatles. Tres años más tarde, Feel This fue el predecesor de Cover to Cover, una mirada propia sobre temas de Led Zeppelin, The Rolling Stones, The Beatles y Cream, entre otros. Una colaboración en la banda sonora de Un hombre entre sombras y dos recopilaciones antecedieron a Get Me Some, editado en el año 2000. A partir de entonces, Healey dedicó su tiempo a grabar tres CD de jazz tradicional de las décadas del '20 y '30, junto a sus Jazz Wizards, con quienes tocaba en su bar Jeff Healey's Roadhouse, en Toronto. En las presentaciones, solía cambiar la guitarra por la trompeta y el clarinete. Colaboró con Ian Gillan en Gillan's Inn, apareció junto a Stevie Ray Vaughan en un video de "Look at Little Sister" y condujo dos programas de jazz en una radio.
Siendo esposo de Cristie y papá de Rachel (13 años) y Derek (3 años), Healey dejó un nuevo CD, Mess of Blues, el cual se lanzó en 2009. En la programación de su Roadhouse, aún se anuncian sus futuros shows.

## Enfermedad y muerte

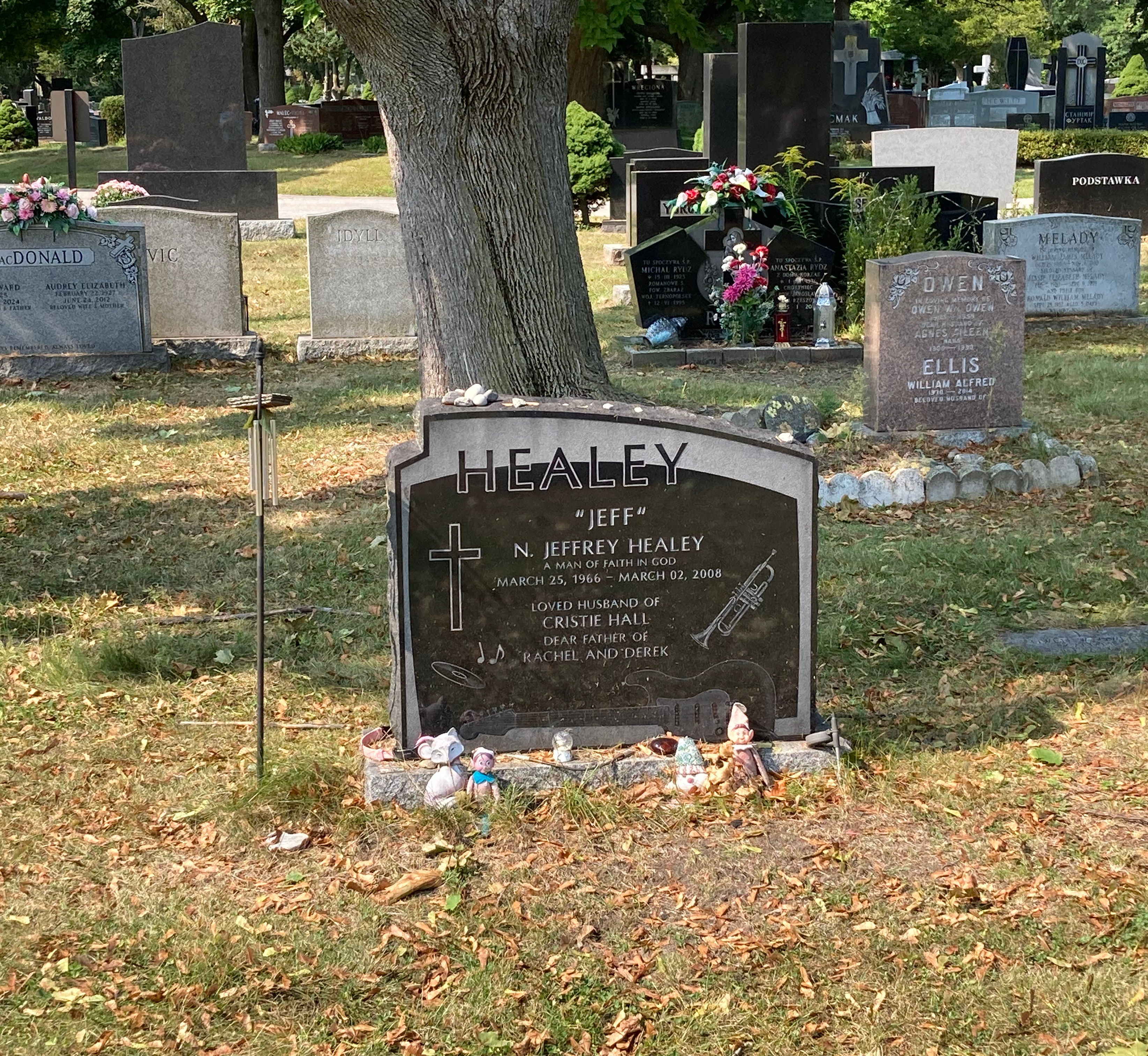
Tumba de Norman Jeffrey Healey (1966–2008) en el cementerio Park Lawn de Toronto.

El 11 de enero de 2007, Healey se sometió a una cirugía para extirpar el tejido metastásico de ambos pulmones. En los previos 18 meses, dos sarcomas fueron extirpados de su piernas.
El 2 de marzo de 2008, Healey murió de cáncer en St. Joseph's Health Centre en su casa de Toronto. Su muerte ocurrió un mes antes del lanzamiento de su álbum, Mess of Blues, el cual era su primer álbum de música rock/blues en ocho años.
Healey dejó esposa, Cristie, y dos hijos. El 3 de mayo de 2008, se llevó a cabo un concierto-homenaje a beneficio de Daisy's Eye Cancer Fund, organización que, de acuerdo con Cristie Healey, ha ayudado a hacer grandes avances en la investigación y el futuro de las personas nacidas con la misma herencia genética del retinoblastoma, el cual tuvo su esposo cuando tenía once meses de edad. El hijo de Cristie y Jeff Healey también nació con la misma discapacidad.

## Discografía
- 1988: See the Light
- 1989: Road House Soundtrack
- 1990: Hell to Pay
- 1992: Feel This
- 1993: Evil Blues
- 1995: Cover to Cover
- 1998: The Very Best of JHB
- 2000: Get Me Some
- 2002: Among Friends
- 2004: Adventures in Jazzland
- 2005: Live At Montreux
- 2006: It’s Tight Like That
- 2008: Mess of Blues
- 2010: Last Call